# Tate Modern

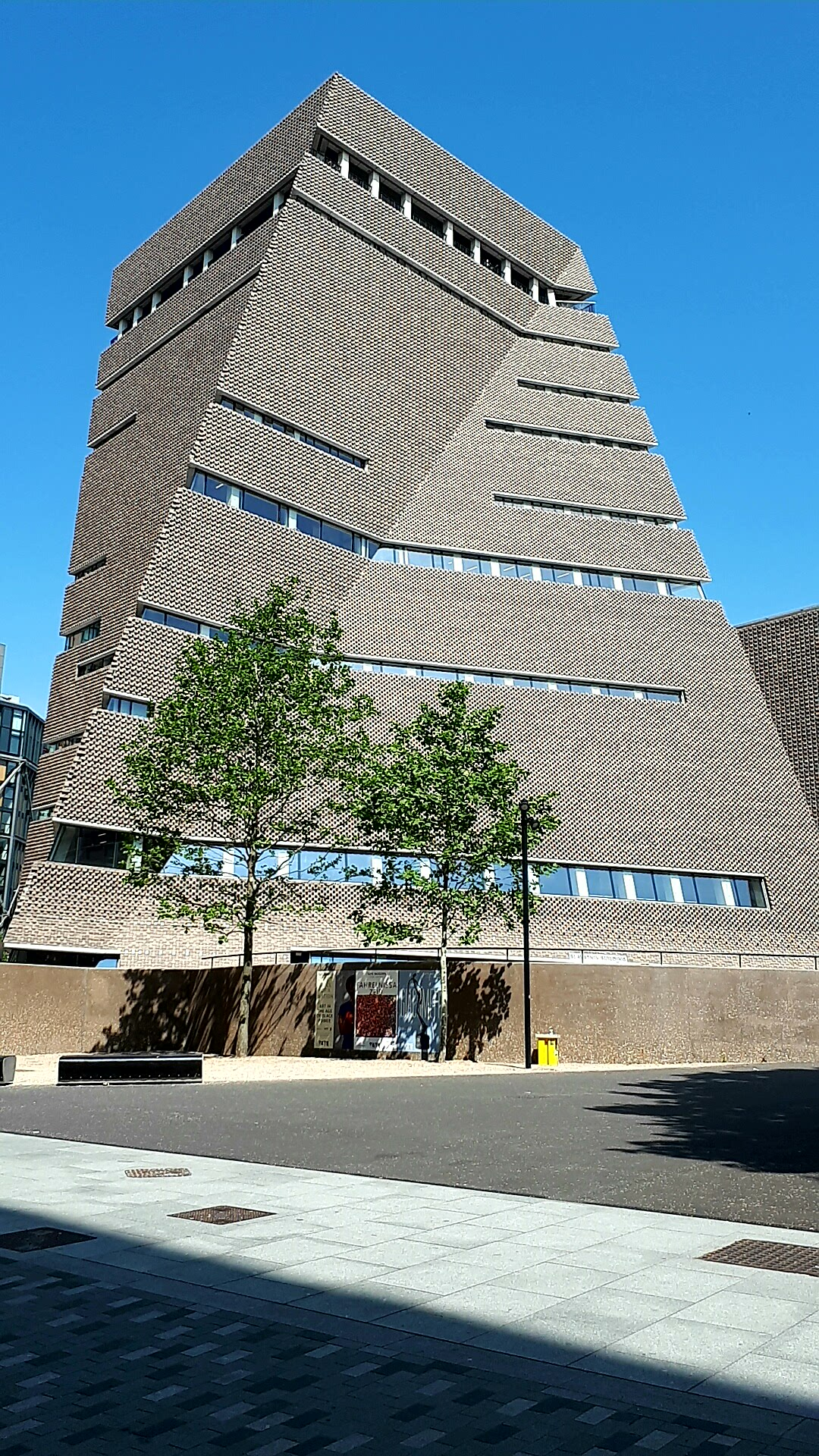
Blavatnikhuset 2017

Tate Modern i London är Storbritanniens nationalmuseum för internationell modern och samtida konst. Museet öppnades år 2000 och är en del av Tatenätverket tillsammans med Tate Britain i London, Tate Liverpool i Liverpool och Tate St Ives i St Ives, Cornwall. Museet är beläget i området Bankside, Southwark och är en ombyggnad av Banksides elkraftverk. Det innehåller idag ett av världens största nutida konstsamlingar och har många kända namn som Warhol, Matisse, Picasso och Rothko.

## Utbyggnad
2004 påbörjades planerna för att bygga ut museet åt sydväst med runt 5000 kvadratmeter extra utrymme, dubbelt så mycket utrymme som det var 2004. Tre underjordiska oljetankar som ursprungligen användes av kraftverket byggdes om till visningsutrymmen och lagerutrymmen. Ovanför dessa byggdes ett 65 meter högt torn på tio våningar av Herzog & de Meuron. Utbyggnaden resulterade i ytterligare 22 492 kvadratmeter visningsutrymme. Byggnaden, senare döpt till Blavatnikhuset, invigdes den 17 juni 2016.